# Abraham D. Mattam
Abraham D. Mattam CV (* 21. November 1922 in Narianganam; † 16. April 2019 in Edappally) war ein indischer Geistlicher und syro-malabarischer Bischof von Satna.

## Leben
Abraham D. Mattam trat der Ordensgemeinschaft der Vinzentiner Kongregation von Malabar bei und empfing am 15. März 1950 die Priesterweihe.
Papst Paul VI. ernannte ihn am 29. Juli 1968 zum Erzbischöflichen Exarchen von Satna. Mit der Erhebung des Exarchats zum Bistum Satna am 26. Februar 1977 wurde er durch Paul VI. zum ersten Diözesanbischof von Satna ernannt. Der Erzbischof von Bhopal Eugene Louis D’Souza MSFS spendete ihm am 30. April desselben Jahres die Bischofsweihe; Mitkonsekratoren waren Leobard D’Souza, Erzbischof von Nagpur, und Théophane Matthew Thannickunnel OPraem, Bischof von Jabalpur.
Am 18. Dezember 1999 nahm Johannes Paul II. seinen altersbedingten Rücktritt an. Er starb 2019 im Zentrum der Vinzentiner Kongregation von Malabar.